# Guimaras
Guimaras è un'isola ed una provincia filippina della regione di Visayas Occidentale nelle Filippine centrali.
È stata parte della Provincia di Iloilo fino al 22 maggio 1992.
Il suo capoluogo è Jordan.

## Geografia fisica
L'isola di Guimaras fa parte dell'arcipelago delle Visayas. Si trova nel golfo di Panay, tra l'isola di Panay a nord-ovest (provincia di Iloilo) e l'isola di Negros a sud-est (provincia di Negros Occidental).
La provincia comprende alcune piccole isole prossime alla costa, delle quali la più grande è quella di Inampulugan, nella zona centro-occidentale, nella municipalità di Sibunag.

## Geografia antropica

### Suddivisioni amministrative
La provincia di Guimaras è divisa in 5 municipalità:
- Buenavista
- Jordan
- Nueva Valencia
- San Lorenzo
- Sibunag

## Economia
Le risorse maggiori della provincia sono il turismo, l'agricoltura e la pesca.
Nella vasta produzione di frutta si distingue, per la sua qualità rinomata, il mango di Guimaras, esportato in tutto il mondo e utilizzato in tutti i modi possibili. Tra l'altro l'evento popolare forse più importante di Guimaras è l'annuale Manggahan Festival (Festival del Mango).
Tra le altre attività dell'isola si segnalano l'artigianato, l'allevamento di ovini e l'attività estrattiva.

## Disastro ambientale
Le cronache si sono occupate diffusamente di Guimaras in occasione di un disastro ambientale verificatosi nell'agosto 2006. Una petroliera a seguito di un incidente ha sversato 2 milioni di litri di greggio sulle coste dello stretto di Guimaras, tra quest'isola e quella di Negros. Un ecosistema particolarmente ricco e vitale è stato messo in difficoltà da quest'evento le cui cause non sono ancora state accertate. Di certo c'è che per ripulire la costa occorreranno tre anni mentre perché l'ecosistema ritorni alla situazione precedente il disastro si calcola che ci vorranno almeno 100 anni. Al danno ambientale si aggiunge quello economico legato al turismo e alla pesca, seriamente compromessa nelle zone più vicine al disastro.